# Врба, Рудольф
Рудольф Врба (словац. Rudolf Vrba, урождённый Вальтер Розенберг (словац. Walter Rosenberg); 11 сентября 1924, Топольчани, Чехословакия, — 27 марта 2006, Ванкувер, Канада) — профессор фармакологии Университета Британской Колумбии в Ванкувере. Получил известность после своего побега из Освенцима в апреле 1944 года вместе с Альфредом Ветцлером. Составленный ими по горячим следам отчёт об Освенциме способствовал частичному спасению венгерских и словацких евреев, а также впервые рассказывал о порядке массовых убийств в Освенциме.

## Биография

### 1939—1944 годы
После расчленения Чехословакии в 1939 году на основании антисемитских законов (словацкой версии Нюрнбергских расовых законов) пятнадцатилетний Вальтер был исключён из гимназии в Братиславе и стал рабочим. В марте 1942 года, узнав, что евреев собираются отправить в лагеря в Польше, он хотел перебраться из Трнавы через Венгрию и Югославию в Англию, где планировал присоединиться к чехословацкому сопротивлению в эмиграции, но вскоре был арестован на венгерской границе и помещён в концлагерь Новаки.
Через некоторое время он бежал оттуда, однако был пойман (жандарм заметил, что на ногах у него две пары носков) и 14 июня отправлен в концлагерь Майданек, откуда 30 июня был переведён в Освенцим. Там он пробыл почти два года как заключённый № 44070, работая в том числе в группе «Канада», где принимал участие в сортировке личного имущества заключённых, прибывающих в лагерь. 10 апреля 1944 года бежал из лагеря вместе с Альфредом Ветцлером, три дня перед этим прячась в поленнице.
Розенбергу и Ветцлеру удалось добраться до Жилины, где они написали (Розенберг под псевдонимом «Рудольф Врба») детальный отчёт о лагере смерти в Освенциме, который в июне попал к западным союзникам и стал известен как «Отчёт Врбы — Ветцлера». На 35 страницах данного отчёта описываются география лагеря смерти, практикующийся в течение почти двух лет метод массовых убийств с помощью газовых камер, а также события в Освенциме, начиная с апреля 1942 года. Это было первое свидетельство заключённых Освенцима, которое в силу своей точности и достоверности вызвало резонанс на Западе.
Отчёт был опубликован в швейцарской прессе, после чего западные союзники и нейтральные страны обрушили на венгерского регента адмирала Хорти шквал призывов остановить начавшуюся депортацию венгерских евреев в Германию (которых к тому времени было убито уже около 300 000). 7 июля Хорти выполнил данное требование, что спасло около 100 000 жизней.
В сентябре Розенберг ушёл в партизаны и участвовал в Словацком национальном восстании, которое началось незадолго до этого. Был награждён медалью «За храбрость». После окончания немецкой оккупации он официально взял себе имя Рудольф Врба и женился на своей подруге детства Герте. У них родилось две дочери, Хелена и Зуза, после чего брак распался.

### После войны
После войны Врба изучал химию и биохимию в Праге, в 1949 году получил диплом инженера, а в 1956 году защитил кандидатскую диссертацию.
Работал в Чехословацкой академии наук и в Карловом университете в Праге.

### Эмиграция
В 1958 году Врба воспользовался пребыванием в Израиле в качестве члена научной делегации, чтобы покинуть Чехословакию, после чего работал в министерстве сельского хозяйства Израиля. В 1960 году переехал в Англию, где стал членом Медицинского исследовательского совета в Лондоне.
В соавторстве с журналистом газеты Daily Herald Аланом Бестичем написал книгу воспоминаний об Освенциме, которая впервые была издана в 1963 году в Лондоне под названием I cannot forgive. В следующем году она вышла в Нью-Йорке, а также в переводе на немецкий язык в Мюнхене. Позднее вышли переводы на французский (Париж, 1988), голландский (Кемпен, 1996) и чешский (Прага, 1998) языки.
В 1966 году Врба получил британское подданство и в следующем году переехал в Канаду. В 1967-1973 годах состоял членом Медицинского исследовательского совета в Канаде.
В 1972 году получил канадское гражданство. В 1973-1975 годах работал в Гарвардской медицинской школе в США. Затем вернулся в Канаду, женился во второй раз и в 1976 году стал адъюнкт-профессором Университета Британской Колумбии в Ванкувере, где преподавал фармакологию. Получил международное признание как автор около 50 статей по химии головного мозга, а также как исследователь в областях сахарного диабета и рака.
В 1985 году Врба дал интервью для документального фильма Клода Ланцмана «Шоа».
В том же году он давал показания на проходившем в Торонто процессе по обвинению отрицателя Холокоста Эрнста Цюнделя в публикации заведомо ложных материалов, могущих причинить вред расовой или социальной терпимости. Адвокат Цюнделя в свою очередь обвинил Врбу во лжи относительно своего пребывания в Освенциме и спросил, действительно ли Врба видел умерщвлённых газом. Врба ответил, что наблюдал, как заключённые заходили в бараки, и через некоторое время оттуда выходили офицеры СС и выбрасывали газовые баллоны. «Тем самым я пришёл к выводу, что это были не кухня или пекарня, а газовые камеры. Вполне возможно, что они до сих пор там, либо что там есть тоннель, и они теперь в Китае. В противном случае они были отравлены газом».
Несмотря на широкий резонанс, побег Врбы и Ветцлера и их последующая деятельность не привлекли внимания в Израиле. Хотя отчёт Врбы — Ветцлера и упоминался на процессе Эйхмана в 1961 году, но сам Врба в качестве свидетеля не вызывался. Лишь в 1998 году Рут Линн, декану Хайфского университета, удалось опубликовать перевод книги Врбы на иврите, и в том же году за героизм и вклад в исследование Холокоста Врба стал почётным доктором Хайфского университета.
С 1999 года на учреждённом Мэри Робинсон и Вацлавом Гавелом кинофестивале «One World International Human Rights Film Festival», проходящем в Чехии, вручается премия Рудольфа Врбы в категории «Right to know» за документальные фильмы, обращающие внимание на неизвестные или активно замалчиваемые проблемы прав человека.
27 марта 2006 года Врба умер в Ванкувере от рака.
В 2007 году он был посмертно награждён словацким орденом Двойного белого креста 1 класса, а в городе Любина, в районе которого Врба был партизаном, в честь Врбы и Ветцлера были установлены мемориальные доски.